# Goyer (Belgique)
Pour les articles homonymes, voir Goyer.
Goyer,, en néerlandais Jeuk, est une section de la commune belge de Gingelom située en Région flamande dans la province de Limbourg. C'était une commune à part entière avant la fusion des communes de 1977. Goyer a connue une première fusion en 1971 avec la commune de Boekhout.

## Toponymie

### Attestations anciennes
Goei (1125 ; 1220), Goe (1139 ; 1186 ; 1214), Gohe (1147), Joke (1188), Joec (1213 ; 1218).

### Étymologie
Maurits Gysseling fait remonter l'étymologie de Jeuk au gallo-roman Gaudiacum, « appartenant à Gaudius ».

## Démographie

### Évolution démographique: Avant la fusion des communes
- Sources : INS, Rem. : 1831 jusqu'en 1961 = recensements[5].

### Évolution démographique de la commune fusionnée
Graphe de l'évolution de la population de la commune. Les données ci-après intègrent les anciennes communes dans les données avant la fusion de 1971.
- Sources : INS, Rem. : 1831 jusqu'en 1970 = recensements, 1976= nombre d'habitants au 31 décembre[5].

## Patrimoine
- Château de Hasselbrouck.

Jusqu'en 1984, le village était desservi par une gare : la gare de Rosoux - Goyer commune avec le village liégeois voisin : Rosoux-Crenwick.

## Personnalités nées à Goyer
- Gaston Onkelinx (1932-2017), homme politique.
- Willy Vannitsen (1935-2001), coureur cycliste.